# Albert Heath
Albert "Tootie" Heath (født 31 maj 1935 USA, død 3. april 2024) var en amerikansk jazztrommeslager.
Han var bror til tenorsaxofonisten Jimmy Heath og bassisten Percy Heath.
Albert Heath har spillet med bl.a. John Coltrane, Dexter Gordon, Wes Montgomery, Art Farmer, Benny Golson, Kenny Drew, Sonny Rollins, Herbie Hancock, Johnny Griffin og Yusef Lateef. Han var i 1960´erne ofte tilknyttet Montmartre i Store Regnegade i København , som akkompagnatør til de gæstende amerikanske musikere, som spillede på stedet.
Heath dannede i 1975 sammen med sine to brødre Jimmy og Percy gruppen The Heath Brothers som opløstes i 1978. Han har lavet tre plader i eget navn.
Albert Heath spillede derefter som freelance trommeslager og gav seminarer verden over.

## Diskografi
- Kawaida
- Kwanza
- The Offering